# Technical Ecstasy
Albums de Black Sabbath
Sabotage Never Say Die!
Singles
1. It's Alright
Sortie : 1976
2. Gypsy
Sortie : 1976

Technical Ecstasy est le septième album studio du groupe heavy metal britannique Black Sabbath. Il est sorti le 25 septembre 1976 sur le label Vertigo Records (Warner Bros Records en Amérique du Nord) et a été produit par le groupe.

## Historique
Début du printemps 1976, Black Sabbath s'installe dans les Ridge Farm studios dans le West Sussex pour écrire les futures compositions du nouvel album. Fin mai, le groupe s'envole pour la Floride et les Studios Criteria de Miami où l'album sera enregistré. La production sera assurée par Tony Iommi, ce dernier avouant dans une interview donnée au magazine Guitar World, que personne ne voulait prendre la responsabilité de la production, que ce soit un producteur extérieur ou un autre membre du groupe, donc il ne restait que lui.
Les tensions entre les musiciens commençaient à apparaître, Tony travaillant beaucoup avec le claviériste Gerald Woodroffe pour préparer les chansons, les trois autres profitant beaucoup plus du soleil et des bars de Miami. Le son de cet album s'écarte de plus en plus du heavy metal/doom metal des premiers albums, s'orientant vers un hard rock où les claviers sont omniprésents.
It's All Right est la première chanson de Black Sabbath qui fut chanté par un autre qu'Ozzy Osbourne. C'est le batteur Bill Ward qui la chante avec l'appui et les encouragements des autres membres du groupe y compris Ozzy. Il a composé la chanson lui-même, Tony Iommi y rajoutant son solo de guitare. Le groupe américain Guns N' Roses en fera une reprise lors de sa tournée en 1992 que l'on peut trouver sur son album "Live", Live Era: '87-'93 paru en 1999.
Si l'album se classa encore à une honorable 12e place dans les charts britanniques, il sera en net recul par rapport aux albums précédents dans les charts nord-américains, 51e place du Billboard 200 et 38e place des charts canadiens. Il faudra attendre juin 1997 pour qu'il soit certifié disque d'or aux États-Unis.
La pochette sera l'œuvre de Storm Thorgerson membre du collectif de graphisme britannique Hipgnosis. Elle représente deux robots qui s'échangent des fluides sur un escalator qu'Ozzy Osbourne décrira comme deux robots baisant sur un escalator.

## Liste des pistes
- Tous les titres sont signés par Geezer Butler, Tony Iommi, Ozzy Osbourne et Bill Ward, à l'exception de It's Alright composée par Bill Ward.

Face 1
1. Back Street Kids - 3:47
2. You Won't Change Me - 6:42
3. It's Alright - 4:04
4. Gypsy - 5:14

Face 2
1. All Moving Parts (Stand Still) - 5:07
2. Rock 'n' Roll Doctor - 3:30
3. She's Gone - 4:58
4. Dirty Women - 7:13

## Musiciens
- Ozzy Osbourne : chant
- Tony Iommi : guitares
- Geezer Butler : basse
- Bill Ward : batterie, chant sur It's Alright'

Musicien additionnel :
- Gerald Jezz Woodroffe (crédité sur la pochette sous le nom de Gerald Woodruffe) : claviers

## Charts et certification
| Pays        | Durée du classement | Meilleur classement |
| ----------- | ------------------- | ------------------- |
| Canada      | 12 semaines         | 38e                 |
| États-Unis  | 9 semaines          | 51e                 |
| Royaume-Uni | 6 semaines          | 13e                 |
| Suède       | 3 semaines          | 33e                 |

| Pays       | Certification | Ventes    | Date       |
| ---------- | ------------- | --------- | ---------- |
| États-Unis | Or            | 500 000 + | 16/06/1997 |